# Gustavo Ramón Acosta Pérez
Gustavo Ramón Acosta Pérez, nace en La Habana, Cuba, el 17 de diciembre de 1958.
Realiza estudios desde 1973 a 1977 en la Escuela Nacional de Artes Plásticas “San Alejandro” de La Habana y en el Instituto Superior de Arte (ISA) a partir de 1977 hasta 1982.
A comienzos de su vida profesional, en el período de 1982 a 1987 fue miembro del Grupo 4 x 4 integrado además por Moises Finalé, José Franco, Carlos Alberto García. Y miembro de la Unión de Escritores y Artistas de Cuba.

## Exposiciones personales
Entre las exposiciones personales reconocidas se encuentran :
- En 1983 "Expreso Matanzas Cienfuegos" Dibujos de Gustavo Acosta, en la Galería Habana
- En 2001 "Recent Works" Hidell Brooks Gallery, en Charlotte, Carolina del Norte, EE. UU.

## Exposiciones colectivas
Participa en varias muestras colectivas:
- En 1980 en el VIII Salón Nacional Juvenil de Artes Plásticas. Museo Nacional de Bellas Artes, La Habana, CUBA).
- En 1983 en el XXII Premi Internacional de Dibuix Joan Miró. Fundació Joan Miró, Centre d’Estudis d’Art Contemporani, Parc de Montjuic, Barcelona, ESPAÑA.
- En el 1984 en la 1.ª Bienal de La Habana. Museo Nacional de Bellas Artes, La Habana, CUBA.
- En el 1986 en 4 x 4. Tercera Edición. Galería Habana, La Habana, CUBA y la Segunda Bienal de La Habana. Museo Nacional de Bellas Artes, La Habana, CUBA.
- En el 1987 en la I Bienal Internacional de Pintura de Cuenca. Museo Municipal de Arte Moderno, Cuenca, ECUADOR.
- En el 1989 en la 20.º Bienal de Sâo Paulo Parque Ibirapuera, Sâo Paulo, BRASIL .
- En el 1991 en la III Bienal Internacional de Pintura de Cuenca Museo Municipal de Arte Moderno, Cuenca, ECUADOR; la X Bienal Internacional de Arte. Galería Municipal de Arte Valparaíso, Valparaíso, CHILE y la Cuarta Bienal de La Habana. Museo Nacional de Bellas Artes, La Habana,CUBA.

## Premios
Obtiene premios entre los que se encuentran:
- En 1984 el Premio Nacional de Dibujo “Rafael Blanco”. 1.ª Bienal de La Habana, La Habana, CUBA. * En 1991 Tercer Premio Pintura. III Bienal Internacional de Pintura de Cuenca, Museo Municipal de Arte Moderno, Cuenca, ECUADOR.
- En 1992 Premio Nacional “Campana de Plata”. 53 Exposición Nacional de Artes Plásticas, Valdepeñas, Ciudad Real, ESPAÑA.

## Obras en colección
Sus principales colecciones se encuentran expuestas en:
- Galería Nina Menocal, México, D.F., MÉXICO.
- Museo Cubano de Arte y Cultura, Miami, Florida, ESTADOS UNIDOS DE AMÉRICA.
- Museo Nacional de Bellas Artes, La Habana, CUBA.
- Museum of Art, Fort Lauderdale, Florida, ESTADOS UNIDOS DE AMÉRICA.

- Datos: Q5889829